# Christoffer Ekeblad
Christoffer Johansson Ekeblad, född 1592, död 1664, var en svensk militär och poet. Han var far till Johan Ekeblad.
Christoffer Ekelband var några år i utländsk tjänst och därefter i svensk krigstjänst 1621–1655 och deltog i så gott som hela trettioåriga kriget om än mestadels som garnisonskommendant, och blev 1645 överste. Han sysslade även mycket med lyrisk diktning, men endast ett fåtal av hans dikter kom att tryckas.